# Битва при Табуке
Битва при Табуке была битвой во время проведения военной экспедиции во главе с Мухаммедом (октябрь 630 г.) Согласно мусульманским биографиям, Мухаммед привёл 30 000 солдат к городу Taбуку (современная северо-западная Саудовская Аравия), с намерением дать бой византийской армии. Нет никакого греческого описания этих событий, но есть более поздние описания деталей этого события в мусульманских источниках. Отмечая тот факт, что армии так никогда и не встретились под Табуком, некоторые западные учёные подвергли сомнению подлинность деталей, описывающих это событие, хотя в арабском мире эту битву описывают как большое историческое событие. Экспедиция, согласно арабским источникам, имела место на 9-м году мусульманского календаря. Византийский император Ираклий решил, что растущую мощь мусульман нужно срочно остановить, и завоевание Аравии, по его мнению, должно быть достигнуто прежде, чем мусульмане станут слишком сильными. Согласно мусульманским источникам византийский император (по слухам) собрал огромную армию, чтобы пойти в решающее военное наступление против мусульман. Много таких слухов об опасности стали поступать в Мекку от мусульманских купцов, торгующих от Сирии до Медины. По их сведениям Ираклий собрал от 100 000 до 150 000 византийских воинов, не считая большого количества союзных племён Византии.
Мусульмане смогли собрать 30 000 бойцов. Это была самая большая армия в сравнении с предыдущими армиями Арабского халифата. Вскоре арабы достигли Табука и приготовились дать бой византийцам. Однако византийцев не было в Tабуке. Мусульмане без боя заняли город. Арабы оставались в городе ещё много дней, но византийцы так и не подошли. Согласно некоторым мусульманским историкам, после марш-броска на север, византийцы и их союзники, повернули вспять. Фактически мусульмане без боя выиграли битву, завоевав город.
Стратегическим последствием сражения было то, что много арабских племён оставили Византию и присоединились к Мухаммеду, тем самым, увеличив мусульманское государство.